# Juliana Martins
Juliana Martins (Río de Janeiro, 3 de marzo de 1974) es una actriz brasileña, reconocida por interpretar a Bella en la primera y segunda temporada de la popular serie de televisión Malhação.

## Filmografía

### Televisión
- A Gata Comeu (1985)
- Kananga do Japão (1989)
- Riacho Doce (1990)
- Vamp (1991)
- Malhação (1995)
- A Vida Como Ela É (1996)
- Zazá (1997)
- Vila Madalena (2000)
- Coração de Estudante (2002)
- Belíssima (2005)
- Pé na Jaca (2006)
- Caminhos do Coração (2007)
- Cheias de Charme (2012)
- Copa Hotel (2013)
- Geração Brasil (2014)
- Questão de Família (2014)
- As Canalhas (2015)
- O Tempo não Para (2018)

### Cine
- Churrascaria Brasil (1987)
- Batismo de Sangue (2006)